# Симеон Синиша
Симе́он Си́ниша У́рош Палео́лог Не́манич (серб. Симеон Синиша Урош Палеолог Немањић, греч. Συμεών Ούρεσης Παλαιολόγος, 1326—1371) — деспот Эпира в 1347—1356. Претендент на престол Сербо-греческого царства. В связи с этим в 1356 году он провозгласил себя царем сербов и греков и использовал этот титул вплоть до своей смерти в 1371 году. Царь Эпира в 1359—1366, а также правитель Фессалии в 1359—1371.

## Происхождение
Симеон Синиша Неманич был сыном сербского короля Стефана Уроша III Дечанского и его второй жены византийской принцессы Марии Палеологины. Мария была внучкой императора Михаила VIII Палеолога.
Также Синиша являлся сводным братом царя сербов и греков Стефана Душана. Воспользовавшись гражданской войной в Византийской империи, Душан к 1347 году захватил весь Эпир и Фессалию. Он даровал Симеону титул деспот и отдал ему в управление Эпир.

## Борьба за власть вСербо-греческом царстве
В 1355 Стефан Душан умер. В связи с этим Симеон Неманич начал претендовать на престол царя сербов и греков после смерти Душана. К 1356 году он обособился от сына Душана царя Стефана Уроша V и стал самостоятельным правителем Эпира. Однако весной 1356 года на его владения напал Никифор II Орсини — бывший правитель Эпира. Орсини разбил Симеона и захватил его владения, к которым он присоединил и Фессалию.
Симеон бежал в Сербию, где он задумал свергнуть своего племянника Стефана Уроша V. Синиша захватил Костур и провозгласил себя царем сербов и греков, тем самым бросив Стефану V открытый вызов. Но поддержка, которую Симеон получил, была незначительной. А совет проведенный в Скопье, не принял притязаний Симеона. Тем не менее Синиша  в 1358 году атаковал в районе Скадар царя Стефана Уроша V, но потерпел поражение. После этого Симеон Урош отказался от надежды утвердиться в Сербии. Он не отказался от своих претензий и продолжал использовать титул царя сербов и греков.

## Возвращение в Эпир
В 1359 году деспот Эпира Никифор II Орсини был убит в схватке против албанских кланов, открыв возможность Симеону Урошу вновь утвердиться в Эпире. Он прибыл в регион, где его власть признали Эпир, Фесалия, и часть Албании. Он выбрал своей столицей Фессалийский город Трикала, и  в благодарность за освобождение Эпира от власти Никифора II, Неманич даровал лидерам албанских кланов Петер Лоше и Гин Буа Шпате титул деспот, позволяя Лоше править Артским деспотатом, а Шпате — деспотатом Ангелокастрон и Лепанто в качестве вассалов.
Синиша вновь стал планировать свергнуть Стефана Уроша V. Однако, мечте Симеона не суждено было сбыться из-за начавшейся в греческих и албанских землях борьбы за власть. Старые сербские земли раздирали феодальные междоусобицы, подогреваемые вмешательством Венгрии. В Косово правил князь Воислав Войнович. С этим правителем враждовали зетские господари Балшичи, которые в 1366 году отказались признавать власть царя Симеона Уроша. Деспот Валона и Канина Иван Комнин Асень закрепился на своей территории и также объявил независимость. Областью в центральной Сербии овладел князь Лазарь.
Таким образом, Симеон Урош владел южными областями бывшего Сербского царства Душана; Фессалией и Эпиром. Однако он был не в состоянии обеспечить свою власть на большей части Эпира. Так, например, Артский деспотат и Деспотат Ангелокастрон и Лепанто, во главе которых оставались Петер Лоша и Гин Буа Шпата были фактически независимыми. Более того албанцы устраивали набеги на северный Эпир. Горожане Янины, крупного города Эпира, выслали Симеону Урошу петицию, в которой просили о защите их от албанцев. В 1366 году Симеон передал остатки Эпира Фоме Прелюбовичу, оставляя за собой Фессалию, где он умер в 1371 году, его наследником стал сын Иоанн Урош Палеолог.